# Marc Hollogne
Marc Hollogne, né le 27 décembre 1961 et mort le 14 janvier 2025, est un auteur, réalisateur, acteur et metteur en scène belge.

## Biographie

### Carrière
Marc Hollogne est notamment reconnu pour ses pièces de « Cinéma-Théâtre », ayant pour la plupart Marciel pour personnage, dans lesquelles se mélangent le théâtre, le cinéma et la chanson.
Ancien participant à l'émission francophone La Course autour du Monde, il a également écrit une centaine de chansons, ce qui lui permit de coréaliser[réf. nécessaire] en 1993 l'album Mon cœur s'envole des 80 ans de Charles Trenet, cosignant également les arrangements musicaux, avant de mettre en scène à l'opéra Bastille le spectacle célébrant l'anniversaire du Fou chantant.
Il revient en France en 2010 au théâtre du Chêne Noir puis en 2011 au théâtre Déjazet avec L'illuminé, son 44e spectacle, célébrant ses 30 ans de Cinéma-Théâtre.

## Cinéma-Théâtres
(janvier 2025).
Auteur, réalisateur, monteur, metteur en scène, producteur, compositeur, comédien, chanteur :
- 1984 : "Matricule 44.088"
- 1985 : "Amadeus made in Belgium" : "Raoul Boisingeriez"
- 1985 : "L'autre" : "Raoul Boisingeriez"
- 1986 : "Le Singe humain" : "Raoul Boisingeriez"
- 1987 : Manoë  : "Romain"
- 1988 : "Détour de chant" : "Raoul Boisingeriez"
- 1988 : "Achille Zombier" : "Achille"
- 1991 : Max  : "Max"
- 1993 : "Boum à la Bastille"
- 1997-1999 : Marciel monte à Paris : Marciel
- 1999 : "Marciel tire le portrait" : "Marciel"
- 2000 : "Dix mille ans de Magie"
- 2000 : "L'Odyssée de l'écran"
- 2000 : Marciel en campagne : Marciel
- 2000 : "La Guichettière"
- 2001 : "Marciel et le logiciel" : "Marciel"
- 2003-2005 : Marciel Hallucine : Marciel
- 2004 : "Chansons croisées" : "Marciel"
- 2006 : Marciel in Italia - I Colori della Vita : Marciel
- 2007 : "Marciel in Jordania" : "Marciel"
- 2008 : "Marciel médium" : "Marciel"
- 2010-2012 : L'illuminé : "Casignac"
- 2014-2016 : "Marciel et l'huissier saisissant"
- 2017 : "Marciel et le bonheur oblique de la conférence intérieure"
- 2017 : "Marciel le toulonnais"
- 2017 : "Dixit" (Le chemin musical de Maurice Béjart
- 2018 : "Les pages de Bach"
- 2021 : "Edith de Lisieux"

## Auteur-réalisateur
- 1989 : Un an avec Béjart (documentaire 90 min)
- 1990 : Un an avec Higelin (documentaire 90 min)
- 1992 : Clips pour Charles Trenet [réf. nécessaire]
- 1993 : Boum à la Bastille (Évènement 90 min pour France 2)
- 1994 : L'homme ne rit plus, téléfilm pour France 2
- 1995 : Habité
- 2006 : Marie-Pierre, bergère de France
- 2009 : Bulles de Vian, téléfilm pour Arte